# بطولة كرة القدم الألمانية 1926
بطولة كرة القدم الألمانية 1926 هو الموسم 19 من بطولة كرة القدم الألمانية ‏. أقيم خلال الفترة 16 مايو 1926 وحتى 13 يونيو 1926، وأشرف على تنظيمه اتحاد ألمانيا لكرة القدم، وكان عدد الأندية المشاركة فيه 16، وفاز فيه غرويتر فورت.